# 山部大楯
山部 大楯 （やまべ の おおたて、生年不詳 - 仁徳天皇40年11月）は、日本古代の豪族。姓は「連」（むらじ）。

## 概要
彼の名前は『古事記』下巻のみに見え、同じ事件を描いた『日本書紀』には、吉備品遅部雄鯽(きびの ほむちべ の おふな)と佐伯阿俄能胡(さえき の あがのこ)が登場する。物語の結末も異なっている。同様の事例として、『古事記』の「山辺大鶙」（やまべのおおたか）と『日本書紀』の「天湯河板挙」（あめのゆかわたな）の話がある。

## 記録
仁徳天皇は速総別命を仲人として，女鳥王に求婚したが、姉八田若郎女の処遇に心を痛めていた女鳥王は密かに速総別命と結婚し、さらには和歌を詠んで夫に仁徳天皇にとって代わることを示唆した。そのため、天皇の怒りを買った二人は軍勢に追われて宇陀の蘇邇（曽爾、（そに）、『日本書紀』では伊勢の蔣代野（こもしろのの）で殺されてしまった。
この時、将軍の山部大楯連は、「女鳥王の御手に纒かせる玉釧」を自分の妻に与えた。のちに（新嘗祭の後の）豊明節会で妻は女鳥王のものだった玉釧を身につけて参内した。これを大后の石之日売命が気づいて、大楯の妻を退席させ、後で夫の大楯を呼び出して、こう告げた。
そして、山部大楯は死刑になった。

## その後の経緯
『日本書紀』巻第十五によると、播磨国の長官で、伊予来目部小楯（いよ の くめべ の おだて）という豪族が、億計王（おけ の みこ）・弘計王（をけ の みこ）の二皇子を発見し、のちに山部連を継承する。『古事記』にもほとんど同じ物語があり、こちらは「意祁命」・「袁祁命」である。『播磨国風土記』にも同様の話が記述されており、「意奚・袁奚の天皇（すめらみこと）」とされている。
また、法隆寺に飾られた命過幡（めいかばん）から、山部氏と法隆寺の関連性も指摘されている。